# História do geomagnetismo

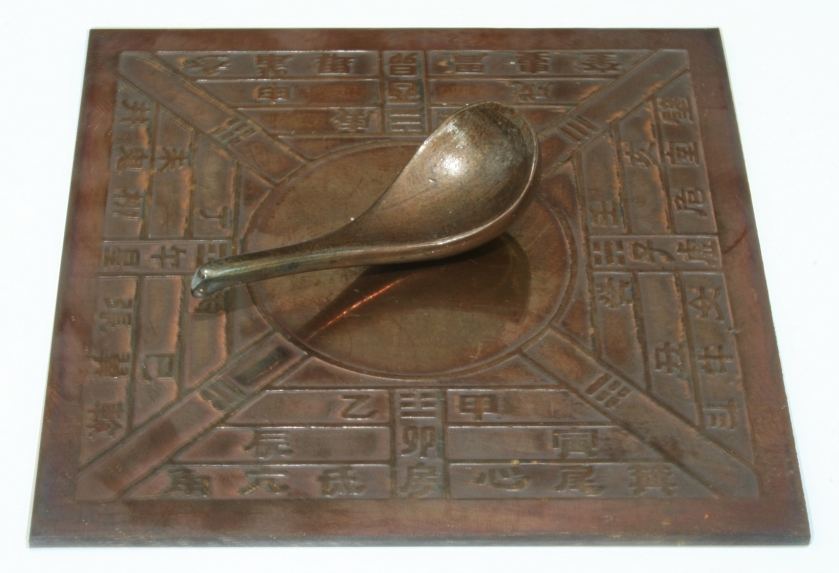
Uma reconstrução de uma antiga bússola chinesa. Uma colher feita de magnetita, com o cabo apontando para o sul, foi montada em uma placa de latão com símbolos astrológicos.

A história do geomagnetismo está preocupada com a história do estudo do campo magnético da Terra. Abrange a história da navegação usando bússolas, estudos do campo magnético pré-histórico (arqueomagnetismo e paleomagnetismo) e aplicações em placas tectônicas.
O magnetismo é conhecido desde a pré-história, mas o conhecimento do campo da Terra se desenvolveu lentamente. A direção horizontal do campo da Terra foi medida pela primeira vez no século IV a.C., mas a direção vertical não foi medida até 1544 e a intensidade foi medida pela primeira vez em 1791. No início, pensava-se que as bússolas apontavam para locais nos céus, depois para montanhas magnéticas. Uma abordagem experimental moderna para entender o campo da Terra começou com De Magnete, um livro publicado por William Gilbert em 1600. Seus experimentos com um modelo magnético da Terra o convenceram de que a própria Terra é um grande ímã.

## As primeiras ideias sobre magnetismo
O conhecimento da existência do magnetismo provavelmente remonta ao desenvolvimento pré-histórico da fundição de ferro. O ferro pode ser obtido na superfície da Terra a partir de meteoritos; a magnetita mineral é rica em magnetita mineral magnética e pode ser magnetizada por um raio. Em sua História Natural, Plínio, o Velho, conta uma lenda sobre Magnes, um pastor da ilha de Creta cujas botas cravejadas de ferro ficavam grudadas no caminho. As primeiras ideias sobre a natureza do magnetismo são atribuídas a Tales (c. 624 a.C. – c. 546 a.C.).
Na Antiguidade Clássica, pouco se sabia sobre a natureza do magnetismo. Nenhuma fonte menciona os dois pólos de um ímã ou sua tendência de apontar para o norte. Havia duas teorias principais sobre as origens do magnetismo. Uma, proposta por Empédocles de Agrigento e retomada por Platão e Plutarco, invocava um eflúvio invisível que se infiltrava pelos poros dos materiais; Demócrito de Abdera substituiu esse eflúvio por átomos, mas o mecanismo era essencialmente o mesmo. A outra teoria evocou o princípio metafísico da simpatiaentre objetos semelhantes. Isso foi mediado por uma força vital proposital que se esforçou em direção à perfeição. Essa teoria pode ser encontrada nos escritos de Plínio, o Velho, e de Aristóteles, que afirmou que Tales atribuiu uma alma ao ímã. Na China, acreditava-se que uma força vital semelhante, ou qi, animava os ímãs, então os chineses usaram as primeiras bússolas para o feng shui.
Pouco mudou na visão do magnetismo durante a Idade Média, e algumas ideias clássicas perduraram até bem depois dos primeiros experimentos científicos sobre o magnetismo. Uma crença, que remonta a Plínio, era que o bafo após comer alho e cebola poderia destruir o magnetismo em uma bússola, tornando-a inútil. Mesmo depois que William Gilbert refutou isso em 1600, houve relatos de timoneiros em navios britânicos sendo açoitados por comer alho. No entanto, essa crença estava longe de ser universal. Em 1558, Giovanni Battista della Porta relatou que, quando perguntou aos marinheiros se eles eram proibidos de comer cebola e alho por esse motivo, eles disseram que eram "fábulas de velhas e coisas ridículas", e preferiam perder a vida do que se abster de comer cebola e alho.